# Terenzio Tocci
Terenzio Tocci, in albanese Terenc Toçi (San Cosmo Albanese, 9 marzo 1880 – Tirana, 14 aprile 1945) è stato un politico albanese con cittadinanza italiana della minoranza arbëreshe. 
Distinto per le attività patriottiche albanesi prima dell'indipendenza d'Albania, continuò a prestare servizio durante la seconda guerra mondiale come presidente albanese del Consiglio Superiore Corporativo Fascista (in albanese Këshilli i Epërm Korporativ Fashist) dal 1940 al 1943. Con la fine del Regno d'Albania (1939-1943), nel 1945 Tocci fu condannato a morte dall'Albania comunista per alto tradimento e collaborazionismo con il fascismo.

## Biografia
Terenzio Tocci nacque il 9 marzo 1880 a San Cosmo Albanese, Calabria, nel Regno d'Italia. Egli era di nascita albanese, di famiglia arbëreshe. Conseguì la laurea in giurisprudenza a Urbino nel 1906. Nel 1908-09 si recò negli Stati Uniti e condusse una campagna di sensibilizzazione per gli albanesi-americani sulla necessità dell'indipendenza dell'Albania.
Successivamente Tocci si recò in Albania e partecipò alla rivolta albanese del 1910 e a quella del 1911. Il 26/27 aprile 1911 a Orosh, Tocci radunò i capi della Mirdizia, proclamò l'indipendenza dell'Albania e issò la bandiera dell'Albania stabilendo un governo provvisorio. Dopo che le truppe ottomane entrarono nell'area per sedare la ribellione, Tocci fuggì dall'impero abbandonando le sue attività.
Fu uno dei partecipanti al Congresso albanese di Trieste nel 1913.
Tocci prestò anche servizio nei governi albanesi del re Zog prima dell'invasione italiana come ministro dell'economia nazionale.
Durante la presenza italiana in Albania nella seconda guerra mondiale Tocci prestò servizio come presidente del Consiglio Superiore Corporativo Fascista (in albanese Këshilli i Epërm Korporativ Fashist) e come membro del Parlamento, in particolare come suo presidente dal 1940 al 1942.
Dopo la seconda guerra mondiale Tocci fu accusato nell'Albania comunista di alto tradimento e collaborazionismo con la Germania nazista. Il processo a  Tirana iniziò il 1º marzo 1945 e fu presieduto da Koçi Xoxe, allora capo della polizia politica. Non è noto se a Tocci venne data la possibilità di difendersi in giudizio. La sentenza fu emessa il 13 marzo 1945. Tocci, insieme ad altre 16 persone, fu condannato a morte. L'esecuzione avvenne il 14 aprile successivo. Tocci e gli altri furono tutti gettati in una fossa comune.

## Le teorie di igiene razziale in Albania
In un documento intitolato Appunti di ordine generale per una politica razziale in Albania, Tocci - che rimase sostanzialmente sempre emarginato nella sfera politica di Tirana degli anni '40 - auspicava che gli occupanti italiani in Albania attuassero una rottura del tradizionale equilibrio etnico e religioso albanese a favore dell'elemento cristiano, considerato l'unico autenticamente ariano del paese adriatico, in quanto una parte della comunità musulmana, in particolare quella più evoluta vivente nelle città, era di origine turca e non poteva essere considerata puramente ariana. All'interno della comunità musulmana Tocci era convinto della necessità di favorire, per motivi razziali, i Bektashi calcolati in:
«[...] 150.000 [...] che sono erroneamente confusi coi maomettani. Essi sono anteriori ai Cristiani e sono, per principi, più vicini al Vangelo che al Corano. Da ciò si deduce che i maomettani albanesi sono effettivamente 275 mila e che quindi la decantata maggioranza sui cristiani albanesi è un'invenzione zoghista assoluta.»
Gli aromuni, calcolati in 15.000 circa erano definiti «intelligenti, assimilabili», i 22.000 grecofoni «popolazione sana, intelligente lentamente assimilabile», gli zingari calcolati in 160.000 erano certamente forti fisicamente ma dediti «a Bacco ed a Venere. Esclusi completamente dalla vita politica e familiare albanese». Quasi peggiore, se possibile, era l'idea che Tocci esprimeva sui 60.000 slavofoni e turcofoni «popolazione refrattaria all'Occidentalismo, schiava del fanatismo panislamista più irriducibile e tetragono ai principi cristiani». Insomma, dei 275.000 abitanti non albanesi ben 160.000 erano considerati «[...] non assimilabili perché non ariani». L'Albania dunque per Tocci andava etnicamente purificata.
In primo luogo, Tocci raccomandava l'espulsione dei non ariani « [...] avviando gli Zingari in Africa orientale e obbligando i turcofoni e gli slavofoni a ritornare nei loro paesi, i vuoti sarebbero stati riempiti dal ritorno degli albanesi di pura schiatta ariana immigrati in ogni parte del mondo» e pareva chiaro che una fetta importante di questa diaspora albanese di ritorno avrebbe dovuto comprendere gli arbëreshë del Sud Italia. Si sarebbe dovuta scoraggiare in ogni caso l'emigrazione verso le città e incoraggiare la permanenza nelle campagne:
« [...] con annesso trattamento di favore per agronomi specialisti italiani che possano immigrare, sia pur temporaneamente, in Albania. [...] adozione in Albania di tutte le leggi e regolamenti in vigore in Italia per la bonifica del matrimonio e il risanamento morale della popolazione [...] le provvidenze per la maternità e infanzia debbono essere integrate da misure che a) rendano obbligatorie la profilassi e l'igiene [...] b) stabiliscano la misura minima di un tono di vita col controllo e l'assistenza dello Stato- dato che per qualche tempo non sarà possibile far assegnamento su una seria organizzazione del Partito.»
Tale propaganda era in stridente contraddizione con quella fascista che non prevedeva un disegno così radicale. Tocci infatti considerava necessario fare di tutto per redimere la popolazione albanese dalle pessime pratiche del passato che avevano effetti nocivi sull'intero impianto sociale e familiare. Per rimediarvi, l'Italia che era arrivata oltre Adriatico proclamandosi portatrice della civiltà, della modernità, di una legislazione pubblica e privata all'avanguardia avrebbe dovuto, invece, ricorrere alla legge tradizionale. Nessuna di queste idee di Tocci fu recepita né da Roma né dal Regno d'Albania, che continuò a costituire uno Stato formalmente separato seppur fantoccio degli italiani, non venendo direttamente annesso come Tocci auspicava, portando lo stesso ad avere ampie riserve sull'intera operazione italiana.